# Особняк Шильмана

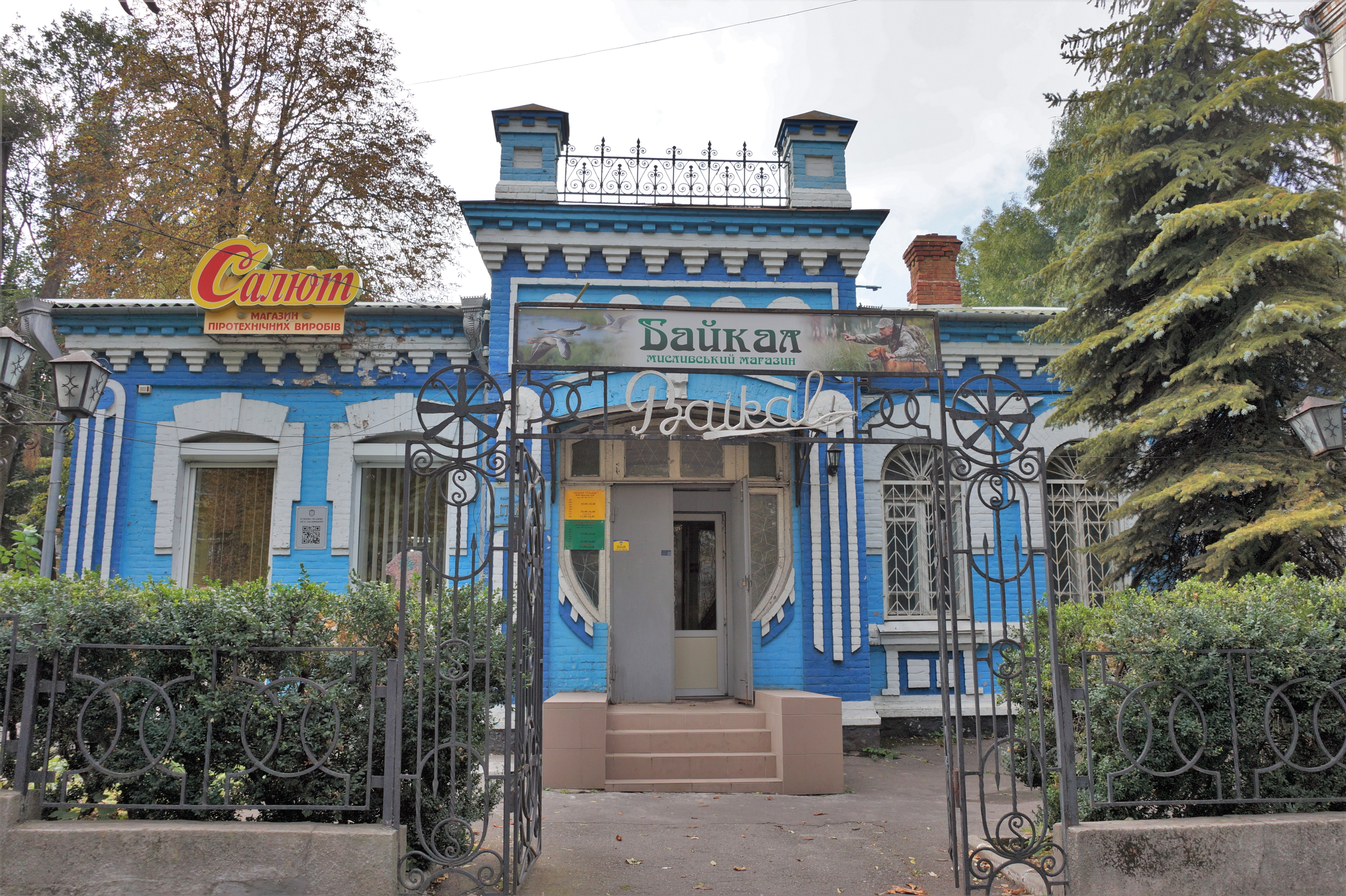

Особняк Шильмана початку XX ст. (Грушевського, 84) - магазин зброї «Байкал», офіс приватного акціонерного товариства «Стожари», магазин піротехнічних засобів «Салют»). У радянські часи використовувався державними установами (прокуратура та ін.).

## Історія
Одноповерховий особняк належить до зразків міської садибної забудови кін. XIX – поч. XX ст., зберігся дотепер майже без змін та має архітектурну цінність завдяки поєднанню цегляного стилю з елементами модерну.
Будинок належав одному з найбагатших промисловців міста, купцю Михайлу Шильману, який заснував більшість місцевих підприємств. М. Шильман володів солодовим заводом (нині – хлібозавод на перехресті вулиці Шевченка і Старокостянтинівського шосе), фабрикою столярних виробів (нині – меблева фабрика на Старокостянтинівському шосе), друкарнею «Порядок» та маслобойнею.
В кінці XIX ст.. у Проскурові з`являються великі підприємства і спостерігається монополізація промисловості та великої торгівлі у трьох єврейських сімей: Маранців, Мозелей і Гальпериних. Приблизно у 1908-10 роках в економіці міста провідні місця починають завойовувати  молоді підприємці. Серед них – купець Михайло Шильман. Почав він свій бізнес із того, що увійшов у спільне володіння паровим млином Маранца. На гроші, що з`явилися, М. Шильман будує солодовий завод, фабрику столярних виробів, що стала вдалим і прибутковим підприємством, тому що він за короткий час сконцентрував в себе майже всі замовлення на столярні і дерев`яні  вироби.  Крім заводів,  М.Шильман був  власником  друкарні «Порядок», у якій друкувалися багато місцевих газет. В 1911 році  Шильман  купив пароплав, що мав регулярно курсувати від Старої Ушиці по Дністру. Але через рік, зрозумівши нерентабельність  таких рейсів купець пароплав продав. А промислові підприємства працюють і в наш час.